# Andrea Pecile
Andrea Pecile (Trieste, 30 marzo 1980) è un ex cestista, allenatore di pallacanestro e dirigente sportivo italiano.
Ha giocato durante la sua carriera nel ruolo di playmaker e guardia.

## Carriera

### Club

Pecile nel 2003 alla Scavolini Pesaro

Cresce nelle giovanili del Don Bosco Trieste e successivamente nel 1996 va a Gorizia nella squadra juniores. Debutta anche nella prima squadra in serie A2. Arriva la promozione e così avviene il debutto anche in A1. Alla fine di questa Gorizia fallisce e i diritti vengono presi dalla Scavolini Pesaro, che nella stagione 1999-2000 lo gira in prestito a Ragusa in A2. Ritorna poi alla Scavolini con la quale giocherà dal 2000 al 2003.
Dopo un'esperienza in Spagna dal 2003 al 2005 a Granada, in cui nella prima stagione ottiene una promozione dalla LEB (seconda lega spagnola) alla ACB e nella seconda centra l'obiettivo-salvezza, torna in Italia nella stagione 2005-06 per giocare nel Montepaschi Siena. Nella stagione seguente passa invece all'Air Avellino. Nel dicembre 2006 risolve il contratto con la società irpina e torna in forza a Granada (Liga ACB spagnola), per poi avere due ulteriori parentesi in terra spagnola con le maglie di Siviglia e Breogán.
Il 5 novembre 2009 si accorda con i Crabs Rimini (campionato di Legadue) anche se l'ufficializzazione del trasferimento arriva solo a fine mese a causa di alcuni problemi burocratici dovuti ad un passaggio di proprietà poi mai completato. Qui parte da titolare solamente 4 volte, in una squadra condizionata dalle vicende societarie e dagli infortuni.
Il 30 luglio 2010 firma per l'Aurora Jesi, sempre in Legadue, con cui sfiora i 16 punti di media a partita con 4,2 rimbalzi e 1,8 assist. Gioca poi con la Biancoblù Basket Bologna mentre nel 2013 torna a Pesaro in Serie A. L'8 agosto 2014 firma per l'Orlandina Basket, ripescata in Serie A.
L'11 luglio 2015 Pecile firma un contratto biennale con la Pallacanestro Trieste. In occasione dell'ultima gara del girone d'andata della stagione 2015-2016, contro la MecEnergy Roseto, mette a segno 8 punti, così superando la soglia dei 5000 punti in carriera.

### Nazionale
Pecile ha collezionato 78 presenze con la Nazionale maggiore, con cui ha segnato complessivamente 517 punti.
Nel corso della sua carriera ha partecipato agli Europei 2001, ai Giochi del Mediterraneo 2005 (vinti proprio grazie a un suo tiro da 3 punti allo scadere contro la Grecia) e ai Mondiali 2006. È stato inoltre selezionato per l'All Star Game italiano nel 1999, 2000 e 2006.
L'esordio in maglia azzurra avvenne il 26 novembre 1999 a Casalecchio di Reno, in occasione dell'incontro di esibizione vinto dall'Italia per 99-81 contro la selezione All Stars del campionato. Il suo massimo di punti in una singola partita della Nazionale l'ha invece realizzato in occasione di Italia-Grecia 78-77, quando il 21 giugno 2002 segnò 25 punti nel match del torneo amichevole di Alassio.

## Statistiche

### Presenze e punti nei club
Dati aggiornati al 10 aprile 2016
| Stagione        | Squadra                    | Competizione | Partite | Partite | Partite | Statistiche tiro | Statistiche tiro | Statistiche tiro | Altre statistiche | Altre statistiche | Altre statistiche | Altre statistiche | Altre statistiche |
| Stagione        | Squadra                    | Competizione | Pres.   | Titol.  | Minuti  | Tiri da 2        | Tiri da 3        | Liberi           | Rimb.             | Assist            | Rubate            | Stopp.            | Punti             |
| --------------- | -------------------------- | ------------ | ------- | ------- | ------- | ---------------- | ---------------- | ---------------- | ----------------- | ----------------- | ----------------- | ----------------- | ----------------- |
| 1997-1998       | Dinamica Gorizia           | Serie A2     | 3       | 0       | 24      | 2/4              | 0/1              | 5/10             | 1                 | 0                 | 2                 | 0                 | 9                 |
| 1998-1999       | SDAG Gorizia               | Serie A1     | 10      | 4       | 179     | 10/26            | 3/13             | 19/24            | 6                 | 3                 | 16                | 0                 | 48                |
| 1999-2000       | B. Popolare Ragusa         | Serie A2     | 29      | 2       | 593     | 49/96            | 14/51            | 82/109           | 58                | 21                | 45                | 0                 | 222               |
| 2000-2001       | Scavolini Pesaro           | Serie A1     | 30      | 0       | 221     | 14/24            | 12/22            | 31/34            | 15                | 11                | 13                | 0                 | 95                |
| 2001-2002       | Scavolini Pesaro           | Serie A      | 32      | 1       | 540     | 30/66            | 22/59            | 45/64            | 54                | 28                | 52                | 0                 | 171               |
| 2002-2003       | Scavolini Pesaro           | Serie A      | 33      | 23      | 768     | 61/115           | 32/103           | 79/113           | 102               | 37                | 59                | 0                 | 297               |
| 2003-2004       | CB Granada                 | LEB          | 33      |         | 691     | 56/107           | 40/107           | 64/85            | 67                | 62                | 27                | 2                 | 296               |
| 2004-2005       | CB Granada                 | ACB          | 33      | 25      | 887     | 75/137           | 35/103           | 110/134          | 85                | 66                | 42                | 0                 | 365               |
| 2005-2006       | Montepaschi Siena          | Serie A      | 37      | 4       | 710     | 67/112           | 38/105           | 69/92            | 71                | 64                | 56                | 1                 | 217               |
| '06-dic. '06    | Air Avellino               | Serie A      | 12      | 4       | 349     | 34/77            | 15/46            | 55/66            | 40                | 33                | 26                | 0                 | 168               |
| dic. '06-'07    | CB Granada                 | ACB          | 20      | 14      | 569     | 60/115           | 23/59            | 71/85            | 37                | 68                | 31                | 1                 | 260               |
| 2007-2008       | CB Granada                 | ACB          | 33      | 28      | 937     | 72/165           | 38/109           | 133/164          | 95                | 89                | 29                | 1                 | 391               |
| '08-feb. '09    | Cajasol Sevilla            | ACB          | 16      | 11      | 400     | 37/76            | 18/60            | 42/53            | 34                | 42                | 17                | 0                 | 170               |
| feb. '09-'09    | Leche Río Breogán          | LEB Oro      | 8       |         | 154     | 8/22             | 7/17             | 17/21            | 11                | 14                | 1                 | 1                 | 54                |
| nov. '09-'10    | Basket Rimini Crabs        | Legadue      | 17      |         |         |                  |                  |                  |                   |                   |                   |                   | 140               |
| 2010-2011       | Fileni BPA Jesi            | Legadue      | 23      |         |         |                  |                  |                  |                   |                   |                   |                   | 362               |
| 2011-2012       | Conad Bologna              | Legadue      | 22      | 7       | 660     | 47/101           | 32/101           | 93/108           | 66                | 56                | 34                | 1                 | 283               |
| 2012-2013       | Biancoblù Basket Bologna   | Legadue      | 19      | 19      | 600     | 57/113           | 19/72            | 122/137          | 69                | 87                | 30                | 0                 | 293               |
| 2013-2014       | V.L. Pesaro                | Serie A      | 28      | 7       | 583     | 44/95            | 14/47            | 70/92            | 48                | 45                | 10                | 1                 | 200               |
| 2014-2015       | Upea Capo d'Orlando        | Serie A      | 19      | 9       | 357     | 14/35            | 13/43            | 12/12            | 34                | 20                | 15                | 0                 | 79                |
| 2015-2016       | Pallacanestro Trieste 2004 | Serie A2     | 27      | 20      | 716     | 74/149           | 27/78            | 56/67            | 55                | 89                | 19                | 1                 | 285               |
| Totale carriera |                            |              |         |         |         |                  |                  |                  |                   |                   |                   |                   |                   |

## Palmarès
- Giochi del Mediterraneo:

 2005
- Oscar GIBA: 1

Miglior giocatore Under 22: 2001